# Rhabdotina
Rhabdotina là một chi bướm đêm thuộc họ Erebidae.